# スロウタイ
スロウタイ（slowthai、本名: Tyron Kaymone Frampton、1994年12月18日 - ）は、イギリス・ノーサンプトン出身のラッパー、ソングライター、ミュージシャン。
2019年にBBCのSound Of 2019で4位にランクインし、同年のデビュー・アルバム『Nothing Great About Britain』が高く評価されマーキュリー賞にノミネートされる。2021年には2作目のアルバム『Tyron』をリリース。

## 来歴

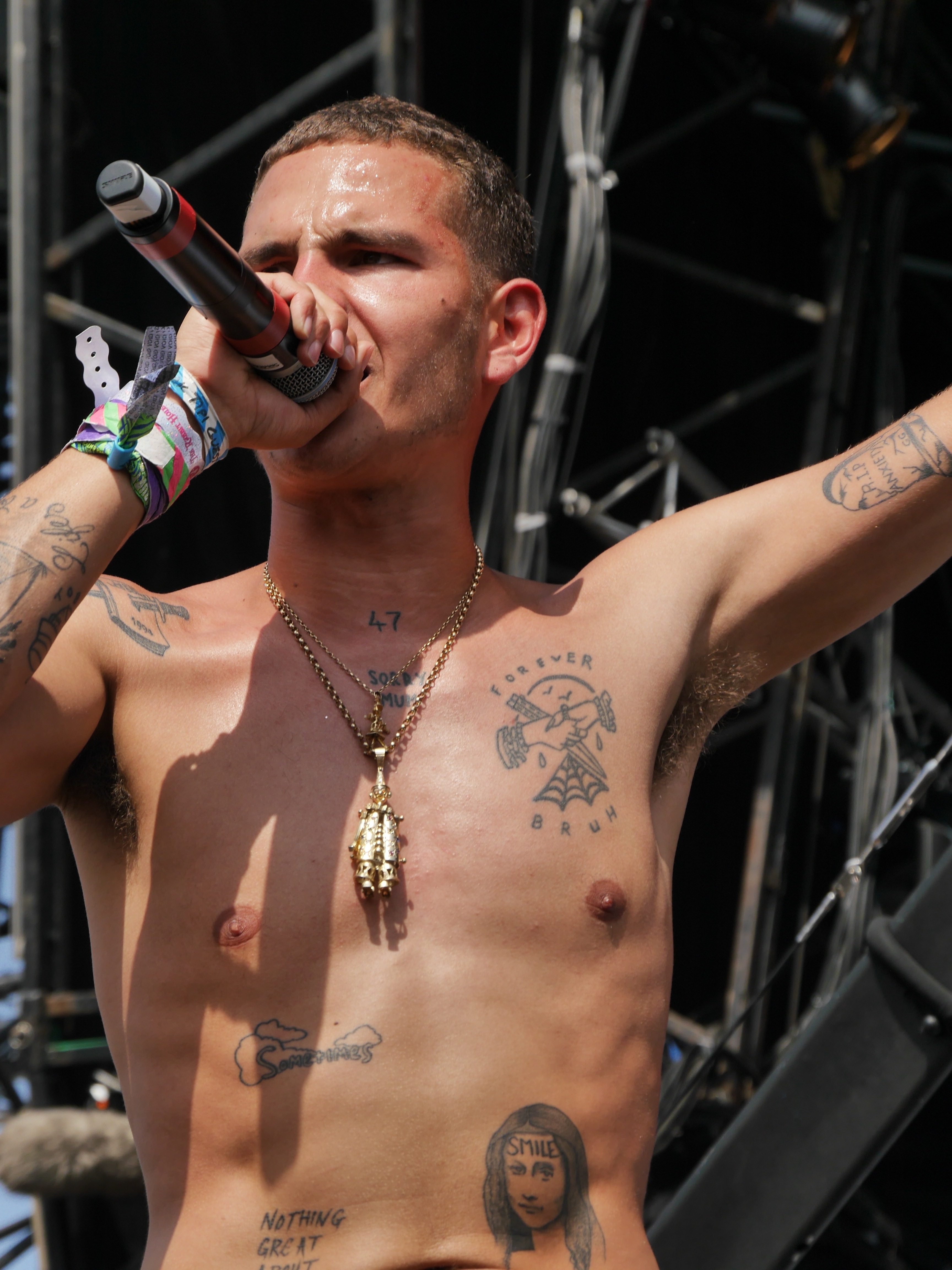
グラストンベリーに出演するslowthai（2019年）

1994年12月18日、ノーサンプトンでバルバドス系とアイルランド系の10代の母親の間に生まれ、シングルマザーのもと、ノーサンプトンの公営団地で妹と一緒に育つ。その後ノーサンプトン・アカデミーに通い、2011年にはノーサンプトン・カレッジに通う。ノーサンプトン・アカデミー在学中は学校を頻繁にサボり、友人の家の近くにある地下のレコーディング・スタジオで過ごすことが多かった。
2016年に初のシングル「Jiggle」をリリースしてからは、次々とSoundCloudに楽曲をアップロードしていた。
2017年、インディーズレコードレーベルのBone Sodaと契約し、EP『slowitdownn』『I WISH I KNEW』をリリースした。その後、Method Recordsとレコーディング契約を結び、2018年9月にEP『RUNT』をリリースする。
2019年、BBCが期待の新人を発表するSound Of 2019で4位に選ばれる。同年5月17日、デビューアルバム『Nothing Great About Britain』をリリースし、全英チャートで9位を記録した。アルバムはマーキュリー賞にノミネートされた。
2020年、NMEアワードでヒーロー・オブ・ザ・イヤーを受賞する。第63回グラミー賞ではディスクロージャー、アミーネとの楽曲「My High」が最優秀ダンス録音賞にノミネートされた。
2021年2月12日、2作目のアルバム『Tyron』をリリースする。アルバムにはSkepta、ASAP Rocky、Dominic Fike、Denzel Curry、James Blake、Mount Kimbieらが参加した。

## 音楽性
スロウタイの音楽はグライムとヒップホップに分類されるが、しばしばパンクロックの要素を含んでおり、グライム・パンクと呼ばれている。Vice Mediaは、スロウタイの音楽について「グライム、トラップ、サウンドクラウド・ラップ、さらにはパンクとスクリーモをブレンドしたアグレッシブなビートの上に苛烈にウィットに富んだラップが乗っている」と評した。

### 影響を受けたアーティスト
スロウタイは2018年のインタビューで影響を受けたアーティストについてGesaffelstein、Juelz Santana、Rosalía、Radiohead、Nirvana、Mount Kimbie、Arctic Monkeys、Sex Pistols、Justice、Oasis、Die Antwoordなどを挙げている。

## 人物

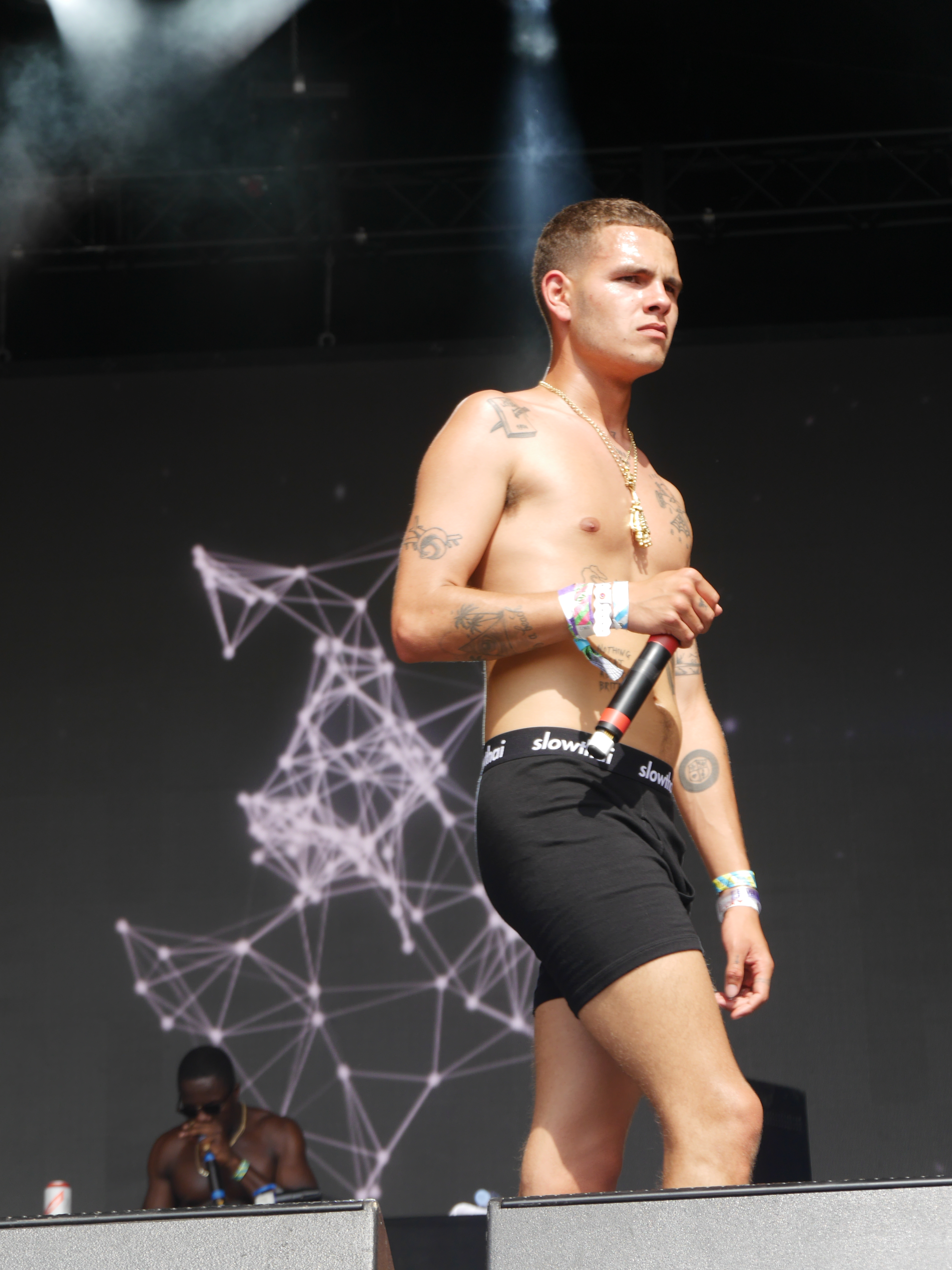
グラストンベリーでのslowthaiのパフォーマンス（2019年）

2019年のマーキュリー賞授賞式のパフォーマンスでは、ステージ上でイギリスのボリス・ジョンソン首相の切断された首のマネキンを持ち、論争を巻き起こした。

## ディスコグラフィ
スタジオ・アルバム
- Nothing Great About Britain (2019年)
- Tyron (2021年)